# Климат Виргинии
В Виргинии господствует влажный субтропический климат, переходящий к влажному континентальному к западу от Голубого хребта. Сезонные экстремумы варьируются от средних минимумов в 25 °F (−4 °C) в январе до средних максимумов в 86 °F (30 °C) в июле. Атлантический океан и Гольфстрим оказывают сильное влияние на восточные и юго-восточные прибрежные районы штата, делая климат там более тёплым и постоянным. Большинство зафиксированных в Виргинии экстремальных температур и осадков приходилось на горы Голубого хребта и районы на западе. Виргиния получает в среднем 110 см осадков в год, при этом долина Шенандоа является самым засушливым регионом штата из-за гор, окружающих её по обе стороны.
В Виргинии около 35–45 дней в год приходятся на грозы, а штормы — обычное явление в конце дня и по вечерам с апреля по сентябрь. Эти месяцы также являются наиболее распространёнными для возникновения торнадо, пятнадцать торнадо обрушились на штат в 2020 году. Ураганы и тропические штормы могут происходить с августа по октябрь, и, хотя они обычно поражают прибрежные районы, самым смертоносным стихийным бедствием в Виргинии стал ураган Камилла, в результате которого в 1969 году погибло более 150 человек, в основном во внутреннем округе Нельсон. В период с декабря по март блокада холодного воздуха, приходящая с Аппалачских гор, может привести к значительным снегопадам по всему штату, таким как, например, пурга в январе 2016 года, которая привела к рекордному количеству снегопадов в штате в 93 см близ Блимонта. Зимой 2018–2019 годов в Виргинии выпало всего 33 см снега, что чуть выше среднего показателя по штату в 25 см.